# Anisodes parvidens
Anisodes parvidens là một loài bướm đêm trong họ Geometridae.